# Solpugyla vassei
Solpugyla vassei är en spindeldjursart som beskrevs av Roewer 1933. Solpugyla vassei ingår i släktet Solpugyla och familjen Solpugidae. Inga underarter finns listade i Catalogue of Life.